# Rue Édouard-Colonne
La rue Édouard-Colonne est une voie située dans le quartier Saint-Germain-l'Auxerrois du 1er arrondissement de Paris, en France.

## Situation et accès
Grossièrement orientée nord-sud, longue de 35 mètres, elle commence au 2 ter, quai de la Mégisserie et se termine au 1, rue Saint-Germain-l’Auxerrois et au 25, avenue Victoria. 
La station de métro la plus proche est celle de Châtelet, où circulent les trains des lignes 1, 4, 7, 11 et 14 et la gare de Châtelet - Les Halles desservie par les lignes A, B et D.

## Origine du nom

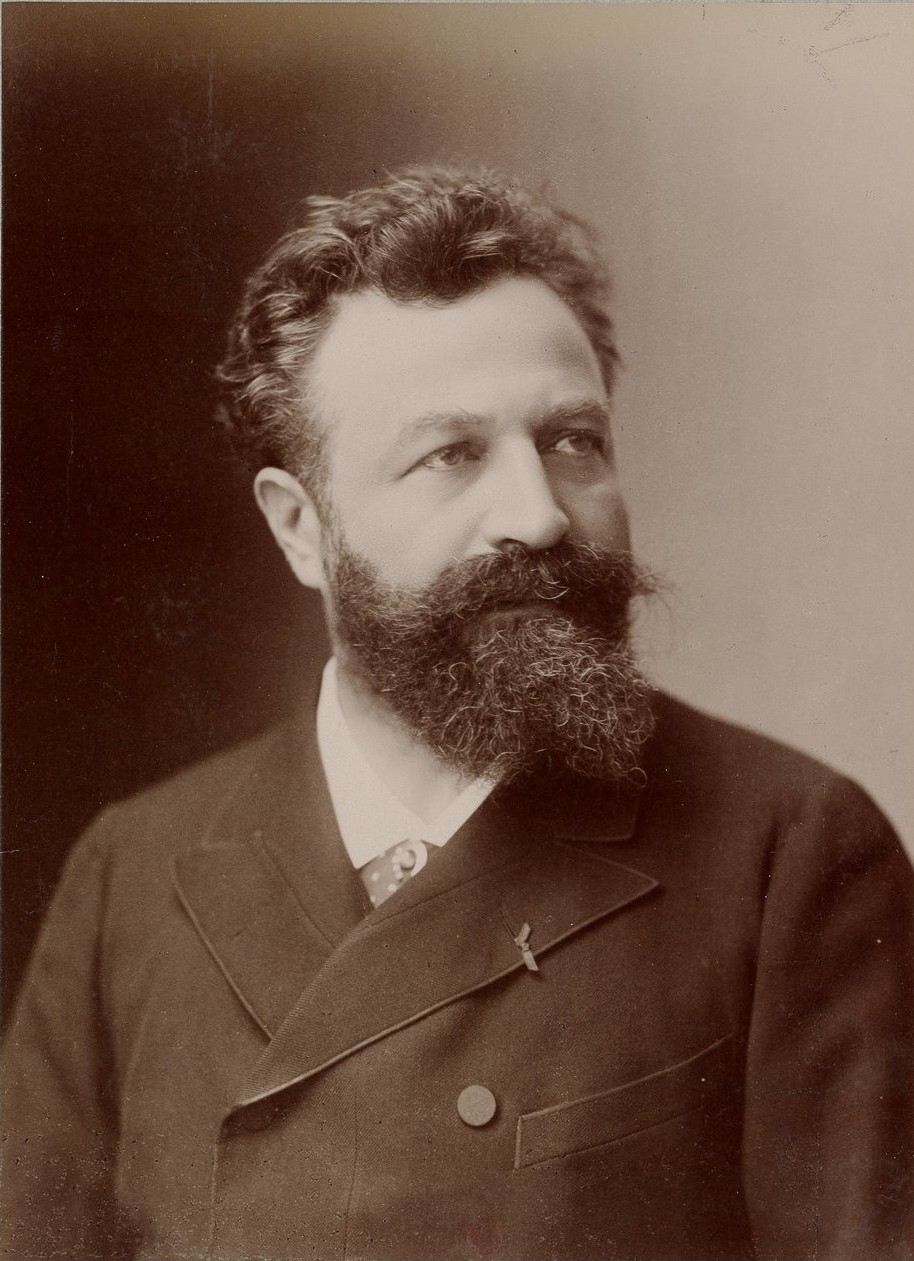
Édouard Colonne, par Nadar.

Cette rue porte le nom du chef d’orchestre Édouard Colonne (1838-1910), le fondateur des célèbres Concerts Colonne, en raison de sa proximité avec le théâtre du Châtelet dans lequel le compositeur s'installa en résidence avec son orchestre.

## Historique
Cette rue est percée lors de la construction du théâtre du Châtelet qui entraine la disparition de la rue de l'Arche-Pépin située légèrement plus à l'est,. Elle prend le nom de la rue des Lavandières-Sainte-Opportune qu'elle prolonge. Par un arrêté du 16 juillet 1912, le tronçon de cette rue compris entre le quai de la Mégisserie et l’avenue Victoria reçoit son nom actuel.

## Bâtiments remarquables et lieux de mémoire
- L'arrière du théâtre du Châtelet.

## Pour approfondir